# リポビタンD ドラマティックライフシアター タイムマシンに乗って
『リポビタンD ドラマティックライフシアター タイムマシンに乗って』（リポビタン・デー ドラマティックライフシアター タイムマシンにのって）は、2007年4月から同年9月までNRN系列の一部で放送されていたニッポン放送製作のラジオ番組である。

## 概要
毎回リスナーに「19XX年」の世界を体感してもらうことをコンセプトにした番組。内容は、特定の年をテーマにしたトークとその年にヒットした曲の紹介、そしてパーソナリティによるミニコントが中心であった。パーソナリティは、うえやなぎまさひこ（当時ニッポン放送アナウンサー）と榊原郁恵が務めた。
この番組は、大正製薬の一社提供で放送されていた。また製作局のニッポン放送では、『リポビタンD ドラマティックライフシアター 9時のタイムマシン』と題して放送されていた。

## ネット局
放送日時はいずれも日本標準時。
| 放送対象地域 | 放送局       | 系列         | 放送日時              | 備考                                                                                            |
| ------------ | ------------ | ------------ | --------------------- | ----------------------------------------------------------------------------------------------- |
| 関東広域圏   | ニッポン放送 | NRN系列      | 金曜 09:00 - 09:10    | 『うえやなぎまさひこと榊原郁恵のサプライズ!フライデースペシャル』内でタイトルを差し替えて放送。 |
| 北海道       | STVラジオ    | NRN系列      | 日曜 17:40 - 17:50    |                                                                                                 |
| 宮城県       | 東北放送     | NRN・JRN系列 | 日曜 12:10 - 12:20    |                                                                                                 |
| 中京広域圏   | 東海ラジオ   | NRN系列      | 日曜8時台（時間不定） | 『はやおきラジオ 水谷ミミです』内で放送。                                                       |
| 近畿広域圏   | 朝日放送     | NRN・JRN系列 | 日曜 08:20 - 08:30    |                                                                                                 |
| 広島県       | 中国放送     | NRN・JRN系列 | 日曜 12:30 - 12:40    |                                                                                                 |
| 福岡県       | 九州朝日放送 | NRN系列      | 土曜 11:15 - 11:25    | 『土曜の朝は玲子におまかせ』内で放送。                                                          |